# Golvbrunn
En golvbrunn är en anordning för avledning och bortföring av strömmande vatten i en byggnad, exempelvis i duschar, badrum, tvättstugor, pannrum, eller i industrier där vattenspolning förekommer. Golvbrunnar användes redan i forntida civilisationer.

## Varianter
Golvbrunnar finns i varianter med vattenlås, kallade sifon. Vattnet i vattenlåset är en barriär som förhindrar att dålig lukt, sjukdomar och ohyra från avloppssystemet passerar. Det finns även varianter utan vattenlås, kallade spygatt. Brunnar för golvavlopp utförs av gjutjärn, plast, plastöverdraget gjutjärn eller i aggressiva miljöer även i rostfritt stål. Diametern är 150 millimeter, 225 millimeter och 300 millimeter, specialmodeller finns även med andra mått. Avloppet från brunnen finns i två varianter – med sidoutlopp (åt sidan) alternativt bottenutlopp (rakt ner). I golvbrunnens topp (i golvhöjd) monteras i regel en skyddande golvbrunnssil (även benämnd slukrist), för att avskilja partiklar ur vätskan som passerar.

## Regler vid installation
För att följa gällande branschregler i Sverige skall golvbrunnar installerade före 1990 bytas vid renovering av våtutrymme och alla golvbrunnar som installeras skall uppfylla Europanormen EN 1253. De svenska branschreglerna föreskriver också att en golvbrunn som installeras i träbjälklag skall installeras i en så kallad monteringsplatta enligt golvbrunnstillverkarens anvisningar. Vid installation i betongbjälklag skall golvbrunnen fixeras före ingjutning så att golvbrunnens fläns är i våg +/- 2 mm samt att höjden skall vara +/- 4 mm mot nivån för tätskiktsanslutningen. Särskilda ingjutningsfixturer finns för detta.